# Англо-советско-иранский договор 1942
Англо-советско-иранский договор «О союзе» — трёхстороннее соглашение, подписанное 29 января 1942 года в Тегеране.

## Предыстория
Подписанию договора предшествовал ввод советских и британских войск на территорию Ирана в августе—сентябре 1941 года для того, чтобы воспрепятствовать нацистской Германии использовать территорию и ресурсы Ирана во Второй мировой войне. СССР предпринял эту акцию на основании условий Советско-иранского договора 1921 года.

## Обстоятельства подписания
25 августа 1941 года советское и британское правительства вручили правительству Ирана ноты с изложением обстоятельств, побудивших их принять указанные меры. Восшествие на шахский престол Мохаммеда Реза в сентябре 1941 года и образование нового иранского правительства создали условия для заключения данного договора.

## Значение
Договор обеспечил сотрудничество Ирана с антигитлеровской коалицией в годы Второй мировой войны.

## Публикации
- Внешняя политика Советского Союза в период Отечественной войны. — Т. 1. — М., 1944, с. 217—221.